# 3C 223
3C 223 là một thiên hà Seyfert trong chòm sao Leo Minor.